# 이송정
이송정(1982년 9월 22일 ~ )은 대한민국의 모델이다. 전 야구선수 이승엽의 부인이기도 하다. 현재 소속사는 웰메이드스타엠이다.

## 출신 학교
- 영신여자고등학교 (2001년 졸)
- 중앙대학교 연극과

## CF
- 2012년 LG 유플러스 - 070 플레이어 Ⅱ
- 2013년 동화주택 - I wish

## TV 출연
- 2002년 색션tv 연예통신 이승엽 이송정 결혼식 및 인터뷰
- 2002년 좋은 아침 (SBS) 이승엽 이송정 결혼식 및 인터뷰
- 2002년 한밤의 TV연예 이승엽 이송정 결혼식 및 인터뷰
- 2012년 힐링캠프 - 기쁘지 아니한가 이승엽 편
- 2017년 승엽의시대,L36END 이승엽 다큐멘터리